# Fascia presidenziale

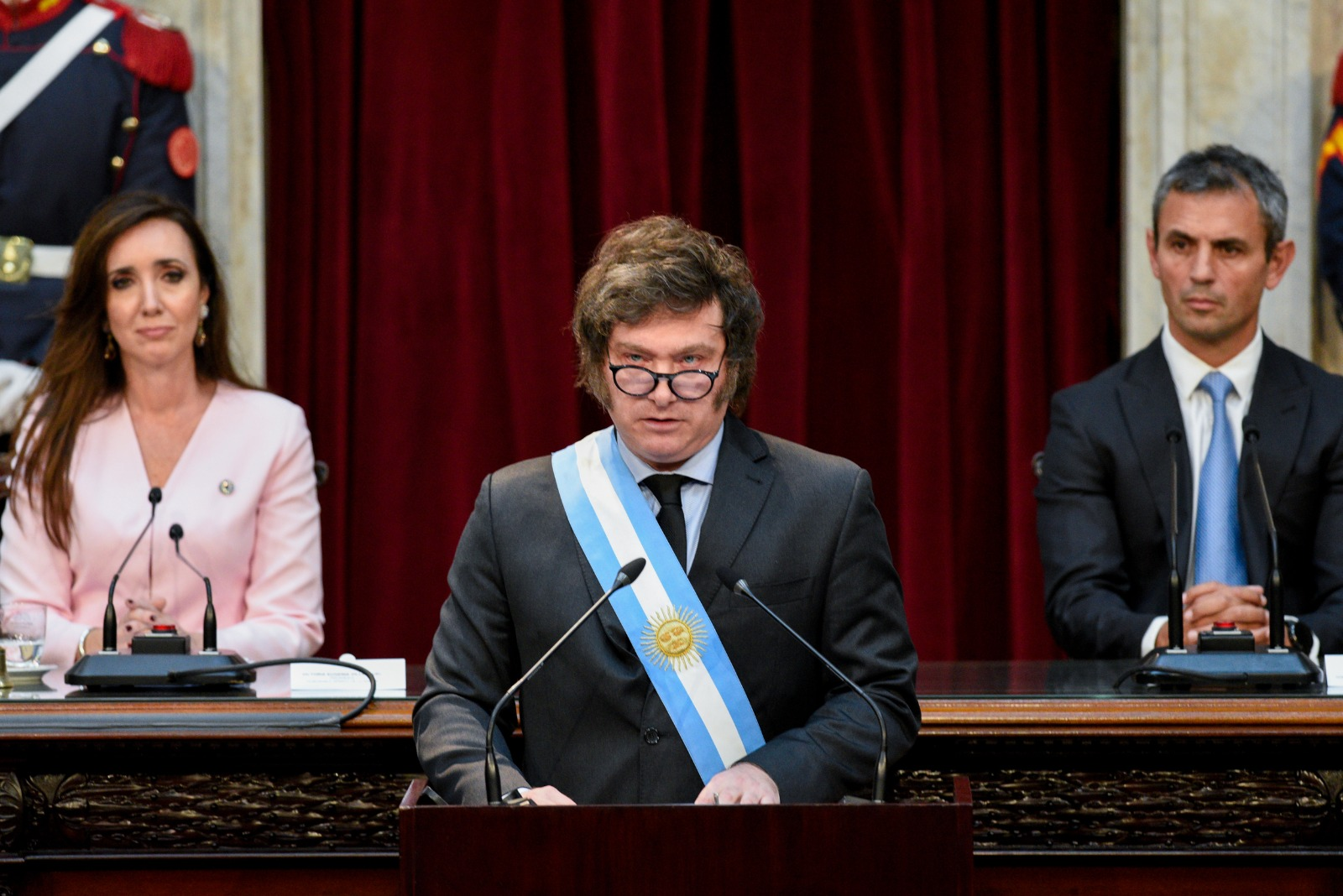
Il presidente argentino Javier Milei davanti al Congresso con la fascia presidenziale

La fascia presidenziale è un simbolo nazionale che rappresenta il ruolo del Capo dello Stato che viene portato sopra i vestiti. Essa solitamente raffigura i colori nazionali e qualche altro simbolo come lo stemma araldico.
Essa è usata particolarmente in Sudamerica, dov'è presente in quasi tutti i Paesi, e in alcuni Stati dell'Africa e dell'Europa, dove ormai è quasi completamente in disuso. Nei primi costituisce un importante simbolo durante la cerimonia di passaggio dei poteri nella quale il presidente uscente dà la fascia al presidente eletto che così prende possesso della carica.
Quest'ultima cerimonia, comunque, avviene anche in molti altri Stati con le massime onorificenze dello Stato, le cui insegne sono consegnate al nuovo Capo dello Stato. Invece, in molte ex colonie francesi, il Capo dello Stato indossa la massima onorificenza, imitando l'uso francese sino ai primi anni del 2000.